# Waidhof (Inzlingen)
Das Waidhof ist ein 450 m ü. NHN hoher Passübergang zwischen Lörrach und Degerfelden, einem Stadtteil von Rheinfelden. Gleichzeitig befindet sich auf der Passhöhe der gleichnamige Hof, der zu Inzlingen gehört. Rund 200 Meter nördlich des Passes verläuft die Gemarkungsgrenze zwischen Lörrach und Inzlingen.

## Profil
Auf der in Lörrach beginnenden Westrampe überwindet der Passübergang Waidhof auf einer Strecke von 3,8 Kilometern 153 Höhenmeter, was einer durchschnittlichen Steigung von 4,0 % entspricht. Von der Wallbrunnstraße in Lörrach führt die Rampe durch den östlichen Teil der Stadt, eingerahmt von dem nördlich gelegenen Hünerberg und dem südlich gelegenen Schädelberg. Nach etwa 800 Meter zweigt die Straße Richtung Salzert ab. Der Pass führt bogenförmig an der Trabantensiedlung vorbei zur Autobahnanschlussstelle Lörrach-Ost der A 98. An der Anschlussstelle wechselt die Straßenbezeichnung: Die von Lörrach herausführende Landesstraße 141 wechselt zur Bundesstraße 316, die Teil der Europastraße 54 ist.
Auf der Passhöhe befindet sich das Gestüt Waidhof, ein staatlich anerkannter Ausbildungsbetrieb für Pferde und Reiter. Außerdem hat am Hof der Pferdesportclub Waidhof seinen Sitz und trägt auf dem Gelände Reitturniere und anderen Pferdesport-Veranstaltungen aus.
Die Ostrampe erstreckt sich über 5,1 Kilometer und überwindet ebenfalls eine Höhe von 153 Meter, was einer durchschnittlichen Steigung von 3 % entspricht. Die östliche Passstraße führt nach wenigen hundert Meter nach der Passhöhe in einer südlichen Abzweigung nach Inzlingen. Die als Inzlinger Kreuz bezeichnete Abzweigung war in der Vergangenheit als häufiger Unfallschwerpunkt bekannt. In einem kurvigen Streckenverlauf verläuft die Passstraße zunächst teilweise parallel zur nördlichen A 98. Von der Straße aus sieht man die Dultenaugrabenbrücke, welche Teil des Autobahnabschnittes ist. Auf etwa der Hälfte der Strecke führt die Ostrampe am Hagenbacher Hof vorbei. Nach einem Gasthaus kommt nach wenigen hundert Metern der westliche Ortseingang von Degerfelden.

## Sonstiges
Am 20. Juli 2000 führte die 87. Tour de France durch Lörrach, die von tausenden Fans am Straßenrand begleitet wurde. Die 17. Etappe von Lausanne nach Freiburg im Breisgau führte von der Schweiz über den Waidhof durch die Lörracher Innenstadt hinauf zur Lucke und im weiteren Verlauf über Kandern zum Etappenziel Freiburg. Der Waidhof wurde aufgrund ihrer vergleichsweisen Kürze und Steigung mit der Kategorie 3 („leicht“) klassifiziert. Die Bergwertung am Waidhof konnte Salvatore Commesso, der spätere Etappensieger, vor Jens Voigt und Jean-Cyril Robin für sich entscheiden. Die Fahrer hatten sich in einer Ausreißergruppe – beim Überfahren des Waidhofs mit einem Vorsprung von 18 Minuten – vom Peloton lösen können.